# Vanlig clownfisk
Vanlig clownfisk (Amphiprion ocellaris) är relativt vanlig som akvariefisk i saltvattenakvarier. Den förekommer i korallrev i västra Stilla havet och östra Indiska oceanen, bland annat vid Andamanerna och Nikobarerna, Thailand, Malaysia, nordvästra Australien till Singapore, Indonesien och Filippinerna, norrut till ön Taiwan, och Ryukyu-öarna i Japan.
Individerna blir upp till 11 cm långa. I ryggfenan har de 10 till 11 taggstrålar och 13 till 17 mjukstrålar. I analfenan förekommer 2 taggstrålar och 11 till 13 mjukstrålar.
Liksom andra anemonfiskar lever den i symbios med havsanemoner (främst arten Heteractis magnifica).
Clownfiskarna blev ännu mer populära som akvariefiskar efter den animerade filmen Hitta Nemo.